# Doctor Druid
El Doctor Druid (también conocido como Doctor Droom y Druida), es un personaje ficticio, un cazamonstruos que aparece en los cómics americanos publicados por Marvel Comics. 
Cocreado por Stan Lee y dibujado por Jack Kirby, protagonizó su propia historia permanente que debutó en Amazing Adventures # 1 (junio de 1961), anterior a la creación de Lee y Kirby de Los Cuatro Fantásticos # 1 (Nov. 1961).

## Historia de la publicación
En sus primeras cinco apariciones en Amazing Adventures # 1-4 & # 6 (junio-septiembre y noviembre de 1961), el personaje se llamaba Doctor Droom. La primera tira fue escrita por Stan Lee, a lápiz por Jack Kirby y firmada por Steve Ditko. El Doctor Droom desapareció en la oscuridad por años después de que la serie se re-tituló y se volvió a formatear como Amazing Adult Fantasy con # 7. Según Lee, el Doctor Droom fue esencialmente seguido por el Doctor Strange: «... siempre me gustó [el Doctor Droom], pero me olvidé de él. Fue algo de un solo disparo. Y un día, mientras intentábamos pensar en algunos nuevos héroes, pensé que me gustaría traer de vuelta a un mago. Y le di el nombre de Doctor Strange...»
El Doctor Droom resurgió en la década de 1970 en los últimos cuatro números del reimpreso de Marvel, Weird Wonder Tales. El número 19 «introdujo» al doctor Druid en una reimpresión de su debut en Amazing Adventures como Droom, pero con su nombre cambiado, presumiblemente para evitar confusiones con Marvel, el Doctor Doom. Otra versión modificada de Droom apareció en el número 20. Luego, en el número 21, se desempeñó como «anfitrión» para presentar una historia evidentemente nueva (pero sin acreditar) que presenta el arte de Gene Colan. El siguiente y último número de Weird Wonder Tales contenía una nueva página de bienvenida con el arte de John Byrne que lleva a una reimpresión de la segunda historia de Droom de Amazing Adventures, en el que se pintó la ropa gris pálida original de Druid con su nuevo uniforme rojo.
Fue protagonista en la miniserie Druid # 1-4 (mayo-agosto de 1995), por el escritor Warren Ellis y el artista Leonardo Manco, y coprotagonizó junto a Ulysses Bloodstone y otros en el título Universo Marvel # flashback de 4-7 (septiembre - diciembre de 1998). Allí fue Retconned como miembro del grupo de los Cazadores de Monstruos, cuyas aventuras se llevó a cabo entre Age of Monsters y Age of Heroes. Este tema se recogió con su aparición en la edición # 2 de un título de posterior retrospectiva, Marvel: La Generación Perdida.
Doctor Druid fue uno de los personajes principales de la serie limitada de tres números 2011 Chaos War: Dead Avengers.

## Historia del personaje
El nombre verdadero del Doctor Druid es el Dr. Anthony Ludgate Druid, aunque por lo general se refiere a sí mismo como el Dr. Anthony Druid. Él es un psiquiatra y explorador, así como un menor telépata y mago, que se especializa principalmente en la hipnosis y otras proezas del mesmerismo. Tiene habilidades mágicas menores, que han variado a lo largo de los años. También es un experto en lo oculto, que fue entrenado por un lama tibetano que había llegado a los Estados Unidos para recibir atención médica. Muchos años más tarde Druid descubrió que el lama era de hecho el Anciano, que seleccionó a Anthony Druid como respaldo en caso de que fallara la preparación del Doctor Strange. En Ludgate fue revelado que el Doctor Druid es un descendiente lejano de Amergin, druida del siglo X.
El Doctor Druid se mantuvo al margen durante años. Con el tiempo volvió a aparecer y se asoció con Hulk contra el Maha Yogi. Con los Vengadores, se encontró con el Fomor y su antepasado Amergin.
Más tarde, el Doctor Druid ayudó a los Vengadores para frustrar al Barón Zemo y cuatro de los Maestros del Mal cuando trataban de apoderarse de la Mansión de los Vengadores, contactando con la mente dañada de Blackout y ayudándole a resistir el control de Zemo, al mismo tiempo que tratar de llevar la Mansión de los Vengadores a la Tierra después de desterrarlo en la Darkforce Dimension. Después de este ataque se unió a los Vengadores. Luchó contra el Drácula doppelganger en el reino de la muerte.
Su pertenencia al equipo fue manchada cuando fue controlada su mente por la supervillana Terminatrix (en el momento de suplantar a la pirata del espacio Nebula) en la manipulación del equipo en su nombre. En este estado, incluso asumió la presidencia del equipo por un período muy corto. Nebula fue lanzada al Limbo, seguida del Doctor Druid, que estaba todavía dominado mentalmente por ella. Con el tiempo recuperó el control de su mente y volvió a la Tierra, donde, tras conocer su verdadero origen, fue desterrada Nebula y se volvió más joven por arte de magia.
Debido a sus acciones, mientras que era esclavo de Terminatrix, Druid cayó en desgracia. Se reunió brevemente con sus excompañeros de equipo mientras trabajó con el Doctor Strange durante la Guerra del Infinito, y más tarde se convirtió en líder de los Defensores Secretos. En ese cargo, fue nuevamente víctima del control mental de un villano, esta vez por el demonio Slorioth. Doctor Druid y el demonio fueron derrotados, Doctor Druid fingió su propia muerte, y se disolvió el equipo.
Luego abandonó su traje de spandex y se hizo aún más real y tradicional Druida, hecho que se refleja en tomar el nombre simple de «Druida», y la nueva naturaleza de sus poderes naturales, pero dejó que sus sentimientos de ira y lujuria lo dominaran, se volvió loco, fue traicionado por sus aliados, y fue finalmente asesinado por Hellstorm, el hijo putativo de Satanás. El fantasma del Druida apareció después junto a los espíritus de otros muertos conocidos cómo los ex Vengadores, lo que confirma que Druid de hecho había muerto esta vez. Los Vengadores después colocaron una estatua conmemorativa de él en el jardín de la Mansión de los Vengadores.
Apenas 36 horas antes de su muerte, Druid fue visitado por una Viuda Negra que viaja en el tiempo. Él la ayudó felizmente con una investigación mágica relacionada con su misión, sin saber más de su inminente desaparición.
El hijo del Doctor Druid se presenta como uno de los nuevos reclutas de Nick Fury para luchar contra la Invasión Secreta. Invasión secreta # 4 revela que él está operando bajo el nombre de Druid.
Durante la historia de la Guerra del Caos, el Dr. Druid se encuentra entre los héroes muertos resucitados cuando Amatsu-Mikaboshi dominó los reinos de la muerte.
Como parte de All-New, All-Different Marvel, el Dr. Druid resurgió en Mundo Extraño. Nighthawk de Tierra-31916, Blur de Tierra-148611, y Tyndall fueron capturados por los secuaces del Doctor Druid y llevados a su castillo. Él reveló a sus cautivos que su alma tomó una forma corpórea cuando encontró Mundo Extraño, donde permaneció para poder seguir vivo. El Doctor Druid también reveló que Ogeode le construyó un enorme cristal en la parte superior de su castillo para amplificar sus habilidades de control mental, lo que puso a cualquiera en su parte de Mundo Extraño bajo su esclavitud. Por alguna razón, Thundra y Tyndall fueron inmunes a sus efectos debido a algo relacionado con el viaje en el tiempo.

## Poderes y habilidades
Las habilidades místicas del Doctor Druid fueron activados por el Anciano. Él tiene una variedad de habilidades psicológicas incluyendo telepatía, la capacidad de hipnotizar a las mentes menos adeptos que la suya, y la capacidad de realizar hipnosis en masa. Sus habilidades hipnóticas le permiten lograr numerosos efectos ilusorios, como la invisibilidad, la alteración de la apariencia de sí mismo y los demás, y la proyección de objetos o seres ilusorios. Tiene poderes psicoquinéticas que le permitan hacer levitar a sí mismo o a otras personas y objetos. Tiene una capacidad limitada de precognición y puede sentir la presencia de usos recientes de la magia y rastrear a sus fuentes.
Los poderes druidas del Doctor Druid le permiten tener una vulnerabilidad especial al hierro, al igual que los poderes de sus antepasados. El hierro tiende a actuar como un pararrayos para las fuerzas mágicas que emplea, a veces interrumpiendo sus efectos.
Doctor Druid emplea el conocimiento místico y las habilidades de los antiguos druidas. A través de los rituales mágicos que pueden implicar cantos, velas, runas, pociones, símbolos místicos, y otras preparaciones, puede alcanzar varias hazañas mágicas. Estos rituales le permiten aprovechar las energías místicas inherentes de los objetos y materiales naturales. Doctor Druid también posee varios artefactos místicos celtas. Por un tiempo, tenía acceso a la Piedra de Moebius, que era un elemento místico creado por Agamotto que tenía una limitada capacidad de manipular el tiempo. La piedra era capaz de resucitar a los muertos, absorber la fuerza vital de otro y acelerar o revertir el paso del tiempo dentro de un espacio cerrado, aunque a veces aleatorios relacionados con el tiempo, ocurren efectos secundarios. Doctor Druid eventualmente destruyó el artefacto porque él sentía que era demasiado poderosa como para caer en las manos equivocadas. Doctor Druid también puede recurrir a la diosas celtas de la guerra Morrigan, Macha y Badb de asistencia mística. Doctor Druid también posee varias habilidades yóguicas incluyendo el control sobre las funciones involuntarias del cuerpo, como los latidos del corazón, la respiración, la hemorragia y la reacción al dolor.
En su encarnación más reciente y último, cuando fue llamado solamente «Druida», se le ha visto manipular fuego, y hacer un árbol de forma instantánea en el estómago de una persona a partir de las semillas de una manzana comida. Estas facultades han basado en la naturaleza (elementos, plantas, etc) ya que los druidas adoraban lo natural.

## Otras versiones

### Guardianes de la Galaxia
En un futuro alternativo, detallado en la serie Killraven, los marcianos habían venido a la Tierra y habían destruido a gran parte de la humanidad. El Doctor Druid es uno de los pocos sobrevivientes de las batallas norteamericanas y lidera un movimiento de resistencia con base en Irlanda. También trabaja para asegurarse de que la batalla marciana esté registrada en el Libro de Kells.

### Marvel Apes
Una versión alternativa del universo de Doctor Druid aparece en la miniserie de 2008 Marvel Apes # 2–4 (noviembre-diciembre de 2008). Druid desempeña un papel clave en el número 3 (diciembre de 2008) en el que utiliza su personal, Monkey's Paw, para controlar el reino creado por Doctor Strange.

### Marvel Zombies
Una versión del universo alternativo de Doctor Druid aparece en la miniserie de 2007 Marvel Zombies vs. The Army of Darkness. Infectado con el virus zombie, visita al Doctor Strange en busca de ayuda para evitar girar. Con Strange quedándose para unirse a la resistencia, un Druid voraz consume a regañadientes al asistente de Strange, Wong. A pesar de suplicar clemencia y comprensión de Ash Williams, Dazzler y la Bruja Escarlata, Ash sorprende a Druid y se quita la cabeza con su escopeta.

### Secret Wars (2015)
Durante la historia de Secret Wars, una variación de Doctor Druid aparece en el dominio Battleworld de Technopolis. Actúa como científico forense en la morgue de la ciudad y ayuda al Gran Marshall Rhodes a investigar el asesinato de Spyder-Man (el alias de superhéroes del sobrino de Ben Urich, Peter Urich).